# Johan Häggström
Johan Häggström est un fondeur suédois, né le 12 mars 1992 à Lilla Lappträsk. Sa discipline de prédilection est le sprint.

## Biographie
Membre du club Piteå Elit (en), il apparaît dans des courses de la FIS junior à partir de la saison 2008-2009.
Il connaît sa première expérience internationale sénior en participant à des courses de la Coupe de Scandinavie à partir de 2011. Pendant des années, Häggström est à la recherche d'une sélection en équipe nationale, mais ne pénètre le top 30 que quelques fois dans la Coupe de Scandinavie. En janvier 2017, il est convié à prendre part au quinze kilomètres d'Ulricehamn, comptant pour la Coupe du monde. Il signe quelques semaines plus tard sa première victoire en course FIS dans un sprint à Falun.
Un an plus tard, de retour en Coupe du monde, à Dresde, il manque de peu la qualification en phases finales du sprint individuel, puis se classe sixième du sprint par équipes. Au même endroit, le Suédois passe la barre du top trente en 2019 et atteint les demi-finales du sprint (12e). Lors des sprints suivants, il parvient à finir dans le top trente également, avant de passer un nouveau cap, en se qualifiant pour la finale lors des Finales à Québec (5e en style libre). Sur le quinze kilomètres classique suivant, il accroche son premier résultat significatif en course de distance avec le seizième rang.
En 2019-2020, il prend part pour la première fois au Tour de ski, où il est cinquième de l'étape en sprint à Lenzerheide, puis se classe, immédiatement après, troisième du sprint libre de Dresde, qui est remporté par Lucas Chanavat, avant une deuxième place en sprint par équipes avec Marcus Grate à neuf centièmes des vainqueurs français.
En 2021, à Oberstdorf, il honore sa première sélection pour des championnats du monde, terminant notamment 19e du sprint classique et quatrième du relais.

## Palmarès

### Championnats du monde
| Épreuve / Édition        | Sprint                           | Sprint    | 15 km | 15 km                            | Skiathlon 2 × 15 km | 50 km | Relais | Relais    |
| Épreuve / Édition        | libre                            | classique | libre | classique                        | Skiathlon 2 × 15 km | 50 km | Sprint | 4 × 10 km |
| Mondiaux 2021 Oberstdorf | Épreuve inexistante à cette date | 19e       | -     | Épreuve inexistante à cette date | —                   | 44e   | -      | 4e        |

Légende :
- : pas d'épreuve
- — : n'a pas participé à l'épreuve

### Coupe du monde
- Meilleur classement général : 21e en 2020.
- 1 podium individuel : 1 troisième place.
- 3 podiums en sprint par équipes : 1 deuxième place et 2 troisièmes places.
- 2 podiums en relais : 2 deuxièmes places.
- 1 podium en épreuve par équipes mixte :  1 deuxième place.

#### Classements en Coupe du monde
| Saison / Épreuve | Saison / Épreuve | Général | Général | Distance | Distance | Sprint | Sprint |
| Saison / Épreuve | Saison / Épreuve | Class.  | Points  | Class.   | Points   | Class. | Points |
| ---------------- | ---------------- | ------- | ------- | -------- | -------- | ------ | ------ |
| 2019             | 2019             | 45e     | 150     | 80e      | 15       | 25e    | 105    |
| 2020             | 2020             | 21e     | 381     | 47e      | 60       | 9e     | 268    |
| 2021             | 2021             | 57e     | 86      | 90e      | 5        | 23e    | 71     |

### Championnats de Suède
- Vainqueur du cinquante kilomètres libre en 2019.
- Vainqueur du trente kilomètres classique en 2021.